# Karolyn Ali
Karolyn Ali (Washington, D.C., 29 de agosto de 1944 — Los Angeles, 18 de agosto de 2015) foi uma produtora cinematográfica norte-americana.